# Cephalodella collactea
Cephalodella collactea är en hjuldjursart som beskrevs av Myers 1924. Cephalodella collactea ingår i släktet Cephalodella och familjen Notommatidae. Inga underarter finns listade i Catalogue of Life.